# Капитоновский Рыбоучасток
Капито́новский Рыбоуча́сток — хутор в Переволоцком районе Оренбургской области, входит в состав Мамалаевского сельсовета.

## География
Хутор находится у пруда на речке Капитоновка, на расстоянии примерно 4 км (по прямой) к северо-западу от посёлка Переволоцкий, административного центра района.

### Часовой пояс
Хутор Капитоновский Рыбоучасток, как и вся Оренбургская область, находится в часовой зоне МСК+2. Смещение применяемого времени относительно UTC составляет +5:00.

## Население
| 2010 |
| ---- |
| 15   |

### Национальный состав
Согласно результатам переписи 2002 года, в национальной структуре населения русские составляли 76 % из 17 чел.